# Mediaset
Mediaset S.p.A. — італійська приватна медіа-і телекомпанія (медіаконгломерат), що спеціалізується у сферах телебачення, новин, кіно, мультимедіа та реклами. Засновником та її власником був Сільвіо Берлусконі.

## Історія
У 1976 році Конституційний суд санкціонував свободу роботи приватних місцевих телевізійних мереж, заохочуючи розвиток моделі комерційного телебачення. Того ж року компанія Fininvest Сільвіо Берлусконі придбала Telemilano, одну з перших місцевих телерадіокомпаній, яка нещодавно почала мовлення по всій території Італії. Telemilano переживав фінансову кризу через несплату орендної плати за приміщення, в якому він знаходився, що належало Едільнорду Берлусконі, який придбав його за символічну суму на додаток до прощення боргу. З 1974 до 1976 року Telemilano транслював свій телеканал по кабельній мережі як ексклюзивний місцевий мовник нового житлового центру Milano 2, побудованого в ті ж роки самим Сільвіо Берлусконі та розташованого в муніципалітеті Сеграте (Мічі).
Перейменований новим керівництвом Telemilano 58, у 1980 році він отримав назву Canale 5. Кілька років потому Fininvest придбав ще дві телевізійні станції, що виникли в той період: Italia 1 від Rusconi у 1982 році та Rete 4 від Mondadori влітку 1982 року. Створення та підтримка компанією такої структури з трьох мереж, а також пов’язане з цим розповсюдження програм у національному масштабі визначають суттєві зміни на ринку телевізійної реклами з оператором національного масштабу, здатним продавати рекламу простору для великих компаній.
У 1987 році він запустив телеканал Italia 7 з програмами, призначеними для чоловічої аудиторії, але продав його через кілька років, коли закон Mammì встановив обмеження на кількість телевізорів для кожної власності.